# Museo Regional de Ica "Adolfo Bermúdez Jenkins"
El Museo Regional de Ica "Adolfo Bermúdez Jenkins" es un museo peruano de arqueología ubicado en la ciudad de Ica. El museo está principalmente dedicado a la cultura paracas y fue inaugurado el 22 de diciembre de 1947. El Museo Regional de Ica cuenta con 2 salas de exposición: Antropología y Bioantropología.

## Historia
El 30 de marzo de 1946 se crea por decreto supremo.
El 22 de diciembre de 1947 se inaugura en la calle Lima 480.
En el 1971 el museo se traslada a la calle Ayabaca.
En el 2014 se anuncia la remodelación.

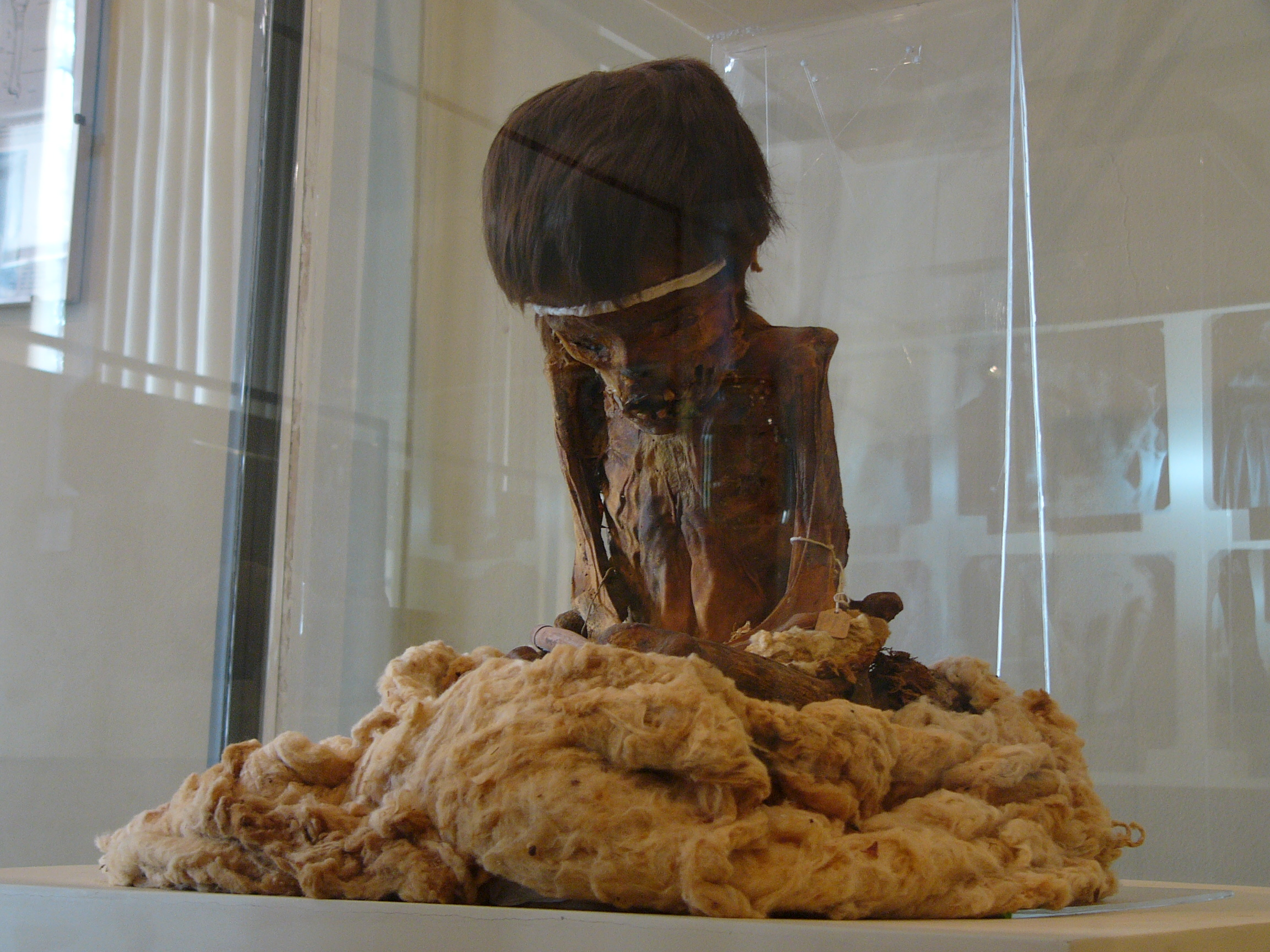
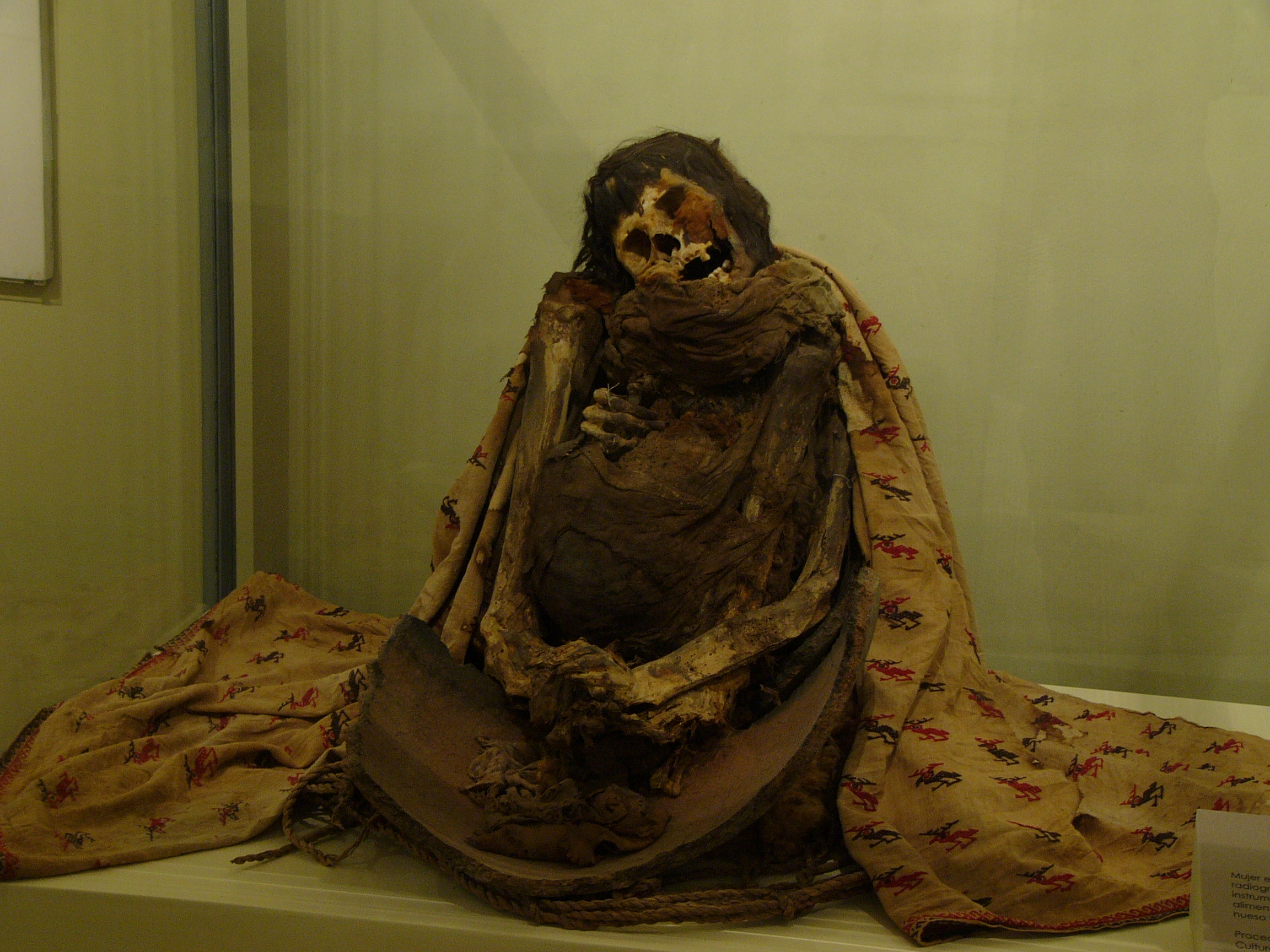
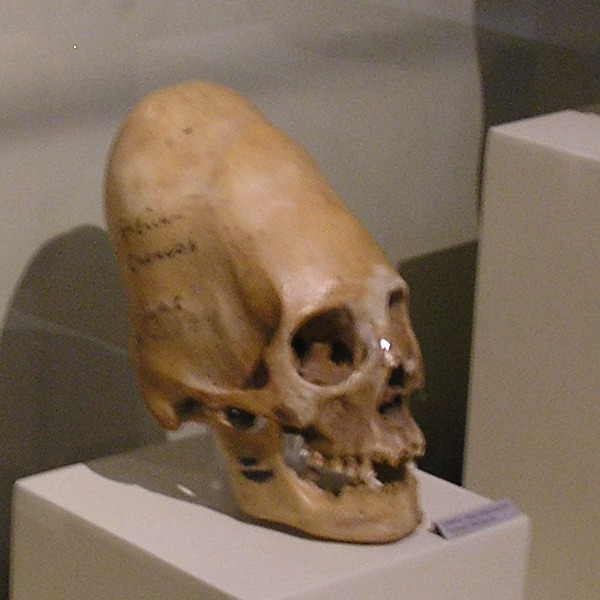
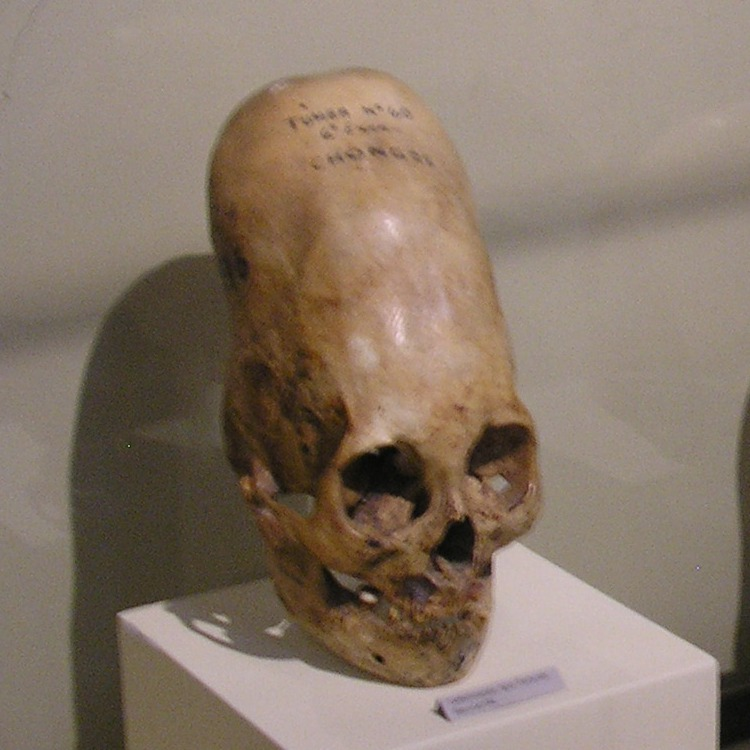